# The Man Without a Country
The Man Without a Country ist ein US-amerikanisches Filmdrama aus dem Jahr 1936, das als Kurzfilm veröffentlicht wurde. Das Drehbuch basiert auf einer Erzählung von Edward Everett Hale.

## Handlung
Zu seiner Bestürzung wird Lieutenant Philip Nolan von der US-Army auf einen Außenposten versetzt, der ihm keinerlei Möglichkeit bietet, sich durch Leistungen für eine Beförderung zu empfehlen. Er beabsichtigt, sich mit Aaron Burr zu treffen, der westlich des Mississippi einen eigenen Staat gründen will.
Noch bevor Nolan startet, wird er wegen Landesverrats verhaftet. Vor dem Militärgericht sagt er wütend aus, dass er nichts mehr von den USA sehen oder hören möchte. Er wird auf ein US-Schiff verbannt, auf dem er sein restliches Leben verbringen muss. Den Mannschaftsmitgliedern ist befohlen worden, nicht über die USA zu sprechen. In den Büchern, die Nolan zur Verfügung gestellt werden, sind alle Passagen, die sich auf die USA beziehen, entfernt worden.

## Auszeichnungen
1938 wurde der Film in der Kategorie Bester Kurzfilm in Farbe für den Oscar nominiert.

## Hintergrund
Die Uraufführung fand am 27. November 1937 statt.
Der Kurzfilm ist ein Remake des gleichnamigen Spielfilms aus dem Jahr 1917 von Ernest C. Warde, in dem Holmes Herbert die Rolle des Lieutenant Nolan spielte und der Version von 1925 von Rowland V. Lee.
Eine weitere Verfilmung der Erzählung wurde 1973 unter der Regie von Delbert Mann für das US-Fernsehen produziert. In Der Mann ohne Vaterland spielten Cliff Robertson, Beau Bridges, Peter Strauss und Robert Ryan die Hauptrollen.